# Hitoshi Iwaaki
Hitoshi Iwaaki (岩明均, Iwaaki Hitoshi) est un dessinateur de manga japonais né le 28 juillet 1960  à Tōkyō, au Japon.
Il est principalement connu pour son manga seinen Parasite, publiée dans les années 90 au Japon, pour lequel il reçoit le prix Kōdansha. Dans les années 2000, Historiē reçoit les grands prix du Japan Media Arts Festival et du Prix culturel Osamu Tezuka.

## Biographie
Hitoshi Iwaaki est née le 28 juillet 1960 à Tokyo.
En 1984, il devient l'assistant de Kazuo Kamimura. En 1985, il remporte avec Sea of Garbage (ゴミの海, Gomi no Umi), publié dans un supplément du magazine Morning, le 12e Chiba Tetsuya Award (ちばてつや賞, Chibatetsuyashō), prix qui récompense le meilleur rookie (mangaka débutant) de l'année. Il sérialise ensuite Fūko no Iru Mise (風子のいる店) dans Morning entre 1986 et 1988 et sera publié en 4 volumes chez Kodensha. 
Il publie à partir de 1990 la série Parasite (寄生獣, Kiseijū) qui sera un succès ; l'histoire est adaptée en 2014 par le studio Madhouse en série TV d'animation de 24 épisodes intitulée Parasite - La Maxime (寄生獣 セイの格率, Kiseijū: Sei no Kakuritsu) (sortie DVD et BD en 2016) et en un film (live-action) Kiseiju (寄生獣) diffusées en deux parties (2014 et 2015) ; en 2018 la suite Parasyte Reversi (寄生獣リバーシ, Kisei-jū ribāshi). Toujours en 1990, il publie un recueil d'œuvres courtes Sound of Bones (骨の音, Hone no Oto) sur le même thème que Parasite.
L'auteur publie plusieurs manga sans rencontrer son public : Tanabata no kuni (七夕の国) est publié entre 1997 et 2000, Neo Devilman (ネオデビルマン) en 1999 et Yuki no touge, tsurugi no mai (雪の峠・剣の舞) en 2001. Après cette traversée du désert, l'auteur se tourne vers un style historique et publie Eurêka ! (ヘウレーカ, Heurēka) en 2002.
Historiē (ヒストリエ, Hisutorie) en 2003 renoue avec le succès et lui permet de remporter le prix du Japan Media Arts Festival en 2010 et le prix culturel Osamu Tezuka en 2012.

## Œuvres
- 1985 : Gomi no Umi (ゴミの海?) dans Open Manga du magazine Morning publié par Kōdansha[14].
- 1986-1988 : Fūko no Iru Mise (風子のいる店?) (4 vol., Morning)
- 1990 : Sound of Bones (骨の音, Hone no Oto?) (1 vol., Morning)
- 1990-1995 : Parasite (寄生獣, Kiseijū?)(10 vol., Afternoon, publié en version française par Glénat)
- 1997-2000 : Tanabata no kuni (七夕の国?), pré publié dans le magazine Big Comic Spirits ; 4 volumes publiés chez Shogakukan[BU 1].(4 vol., )
- 1999 : Neo Devilman (ネオデビルマン?), pré publié dans le magazine Morning ; 3 volumes publiés chez Kodensha[BU 2].
- 2001 : Yuki no touge, tsurugi no mai (雪の峠・剣の舞?) ; 1 volume publié chez Kodensha[BU 3].
- 2002 : Eurêka ! (ヘウレーカ, Heurēka?)(1 vol., Hakusensha, publié en version française par Komikku Éditions)
- 2003-en cours : Historiē (ヒストリエ, Hisutorie?) (11~ vol., Afternoon)
- 2003 : Me wo Mite Hanase (目を見て話せ?), pré publié dans le magazine Ace Tokunou ; 1 volume publié chez Kadokawa Shoten[BU 4].
- 2011 : Black Jack ~ Blue Future ~ (ブラック・ジャック~青き未来~, Burakku jakku ~ aoki mirai ~?), pré publié dans le magazine Shuukan Shounen Champion ; 1 volume publié chez Akita Shoten[BU 5].
- 2015 : Reiri (レイリ?), pré publié dans le magazine Bessatsu Shounen Champion ; 6 volumes publiés chez Akita Shoten[BU 6].

## Récompenses
- 1993 : 17e prix du manga Kōdansha pour Parasite, catégorie Général (seinen)[15].
- 2010 : 14e prix du Japan Media Arts Festival pour le manga Historiē[16].
- 2012 : 16e prix culturel Osamu Tezuka pour Historiē, catégorie Grand prix[17].

## Analyse
Son style est simple, puissant et épuré. Il s'oppose aux tendances des années 1990 plutôt orientées vers les couleurs vives.
Il utilise des concepts créatifs[Lesquels ?] afin d'obtenir des scénarios originaux[pourquoi ?].
Il est reconnu au Japon et son succès lui permet de s'émanciper des contraintes éditoriales.
Xavier Guilbert chronique un Parasite au dessin parfois peu sûr mais au scénario mesuré et dont la qualité du récit et la narration en font le chef-d'œuvre de l'auteur.

## Sources